# La grabadora de Haruhara-san
La grabadora de Haruhara-san (título original en japonés: Haruhara-san no uta; título internacional: Haruhara-san's Recorder) es una película japonesa de 2021 dirigida por Kyoshi Sugita.

## Sinopsis
Una joven toma posesión de un apartamento y, en el umbral de la puerta, saluda a la antigua inquilina que ha preferido no dejar una dirección de reenvío. Esta mujer entra así en la película y la persigue hasta el final, mientras la seguimos sin cesar, presente en cada secuencia.